# Geneva-Bibel

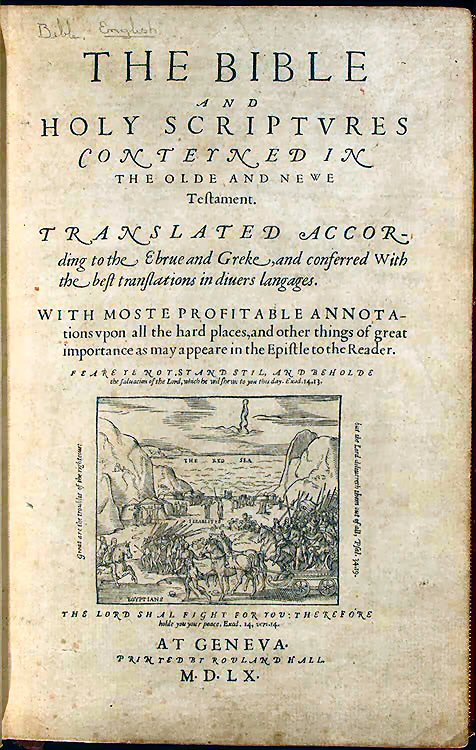
Deckblatt der Geneva-Bibel

Die Geneva-Bibel (engl. Geneva Bible), manchmal auch als Genfer Bibel bezeichnet, ist eine englische Übersetzung der Bibel, die seit 1557 herausgebracht wurde.

## Übersetzung
Der Calvinist William Whittingham, der vor den Verfolgungen durch Maria I. aus England geflüchtet war, erarbeitete zusammen mit anderen in Genf eine Revision der englischen Bibel. Grundlage der Revision stellten die Bibelübersetzungen von William Tyndale und Myles Coverdale dar, die mit dem griechischen Urtext des Neuen Testaments und dem hebräischen Urtext des Alten Testaments abgeglichen wurden. Das Neue Testament der Geneva-Bibel erschien erstmals 1557. Die erste vollständige Fassung der Geneva-Bibel erschien dann 1560 und konnte damit der offiziell anerkannten Bischofsbibel starke Konkurrenz machen.
Die Anmerkungen in der Geneva-Bibel hatten jedoch einen starken calvinistischen und puritanischen Charakter, was der Kirche von England wie auch dem englischen König Jakob I. stark missfiel. Um die mittlerweile erfolgreiche Geneva-Bibel abzulösen, wurde die englische Bibel deshalb Anfang des 17. Jahrhunderts nochmals überarbeitet. 1611 wurde diese King-James-Version veröffentlicht.
Zwischen 1560 und 1640 wurde die Geneva-Bibel in 96 Auflagen veröffentlicht, wovon noch acht nach Veröffentlichung der King-James erschienen. Alle Auflagen vor 1575 wurden außerhalb Englands gedruckt.